# Acorda, Pedrinho
Acorda, Pedrinho é o álbum de estreia da banda brasileira Jovem Dionisio, lançado de forma independente em 24 de março de 2022.

## Lançamento e promoção
Acorda, Pedrinho foi lançado de forma independente em 24 de março de 2022. A edição padrão foi lançada em download digital e streaming.

### Singles
"Cê Me Viu Ontem" foi lançada como o primeiro single de Acorda, Pedrinho em 25 de novembro de 2021. Seu videoclipe de acompanhamento dirigido por Felipe Fonseca foi lançado no dia seguinte. O segundo single, "Risco", foi lançado em 17 de dezembro de 2021. "Tu Tem Jeito de Quem Gosta" foi lançada como o terceiro single em 14 de janeiro de 2022. "Não Foi Por Mal" foi lançada com o quarto single em 10 de fevereiro de 2022. Seu videoclipe de acompanhamento foi dirigido por Felipe Fonseca. O quinto single, "Acorda Pedrinho", foi lançado em 21 de março de 2022. Seu videoclipe dirigido por Beba (Guilherme Biglia e Bernardo Pasquali) foi lançado em 7 de abril de 2022.

## Lista de faixas
| Acorda, Pedrinho — Edição padrão |                              | |                                                      |         |  |
| N.º                              | Título                       | Compositor(es) | Produtor(es)                                         | Duração |  |
| 1.                               | "Pastel"                     | Gabriel Dunajski Mendes                                                                                             | Jovem Dionisio Lucas Cardoso Suckow Gustavo Schirmer | 1:39    |  |
| 2.                               | "Cê Me Viu Ontem"            | G. Dunajski Mendes                                                                                                  | L. Cardoso Suckow G. Schirmer                        | 3:08    |  |
| 3.                               | "Risco"                      | G. Dunajski Mendes                                                                                                  | Jovem Dionisio L. Cardoso Suckow G. Schirmer         | 2:22    |  |
| 4.                               | "Satisfazer"                 | G. Dunajski Mendes                                                                                                  | Jovem Dionisio L. Cardoso Suckow G. Schirmer         | 2:53    |  |
| 5.                               | "Acorda Pedrinho"            | Bernardo Crisostomo Pasquali Bernardo Derviche Hey G. Dunajski Mendes Gustavo Pimentel Karam Rafael Dunajski Mendes | Jovem Dionisio L. Cardoso Suckow G. Schirmer         | 2:53    |  |
| 6.                               | "Não Foi Por Mal"            | B. Crisostomo Pasquali G. Dunajski Mendes                                                                           | Jovem Dionisio L. Cardoso Suckow G. Schirmer         | 2:16    |  |
| 7.                               | "Invisível"                  | G. Dunajski Mendes                                                                                                  | Jovem Dionisio L. Cardoso Suckow G. Schirmer         | 3:10    |  |
| 8.                               | "Não Dá Mais"                | G. Dunajski Mendes                                                                                                  | Jovem Dionisio L. Cardoso Suckow G. Schirmer         | 2:48    |  |
| 9.                               | "Belnini"                    | B. Crisostomo Pasquali G. Dunajski Mendes                                                                           | Jovem Dionisio L. Cardoso Suckow G. Schirmer         | 2:37    |  |
| 10.                              | "Mas de Preferência Não"     | G. Dunajski Mendes                                                                                                  | Jovem Dionisio L. Cardoso Suckow G. Schirmer         | 2:19    |  |
| 11.                              | "Ai de Mim"                  | G. Dunajski Mendes                                                                                                  | Jovem Dionisio L. Cardoso Suckow G. Schirmer         | 3:59    |  |
| 12.                              | "Não Vou Dançar Sozinho"     | B. Crisostomo Pasquali G. Dunajski Mendes                                                                           | Jovem Dionisio L. Cardoso Suckow G. Schirmer         | 2:49    |  |
| 13.                              | "Tu Tem Jeito de Quem Gosta" | G. Dunajski Mendes                                                                                                  | L. Cardoso Suckow G. Schirmer                        | 2:38    |  |
| Duração total:                   | Duração total:               | Duração total: | Duração total:                                       | 35:31   |  |

## Histórico de lançamento
| Região | Data                | Formato(s)                 | Gravadora(s) | Ref.  |
| ------ | ------------------- | -------------------------- | ------------ | ----- |
| Várias | 24 de março de 2022 | Download digital streaming | Independente | [ 4 ] |